# Silver Rails
Silver Rails (англ. Серебряные рельсы) — четырнадцатый и последний сольный альбом британского музыканта Джека Брюса, выпущенный 25 марта 2014 лейблом Esoteric Antenna. Записан на лондонской студии Abbey Road и спродюсирован Робом Кэссом. Песни написаны Брюсом в соавторстве со своими давними партнёрами Питом Брауном, Кипом Ханраханом (Kip Hanrahan), а также с его женой Маргрит Сейффер (Margrit Seiffer). 
Обложку альбома разработал британский художник Саша Джафри.
Джек Брюс умер спустя семь месяцев после выхода Silver Rails. Альбом стал его последней студийной работой.

## Список композиций
| №  | Название            | Авторы         | Примечание | Время |
| -- | ------------------- | -------------- | ---------- | ----- |
| 1  | Candlelight         | Bruce/Seiffer  |            | 4:21  |
| 2  | Reach for the Night | Bruce/Brown    |            | 6:20  |
| 3  | Fields of Forever   | Bruce/Brown    |            | 4:35  |
| 4  | Hidden Cities       | Bruce/Hanrahap |            | 5:01  |
| 5  | Don’t Look Now      | Bruce/Brown    |            | 5:06  |
| 6  | Rusty Lady          | Bruce/Brown    |            | 5:13  |
| 7  | Industrial Child    | Bruce/Brown    |            | 3:41  |
| 8  | Drone               | Bruce          |            | 4:48  |
| 9  | Keep It Down        | Bruce/Brown    |            | 4:57  |
| 10 | No Surrender        | Bruce/Brown    |            | 3:34  |

## Состав участников
- Джек Брюс / вокал [1-10], бас-гитара [1-6, 8-10], фортепиано [2-5, 7], меллотрон [2, 9, 10]
- Джон Медески / Хаммонд-орган [1, 2, 4, 5, 9], меллотрон [5]
- Фил Манзанера / гитара [1]
- Ули Джон Рот / гитара [4]
- Робин Трауэр (Robin Trower) / гитара [6]
- Берни Марсден (Bernie Marsden) / гитара [9, 10]
- Тони Реми (Tony Remy) / ритм-гитара [1], гитара [2, 3, 5], акустическая гитара [7]
- Малкольм Брюс (Malcolm Bruce) / акустическая гитара [2], гитара [5, 6]
- Пирс Макинтайр (Pearse MacIntyre) / акустическая гитара [3]
- Уинстон Роллинз (Winston Rollins) / тромбон [1, 3]
- Дерек Нэш (Derek Nash) / тенор-саксофон [1-3]
- Рассел Беннетт (Russell Bennett) / труба [1, 3]
- Фрэнк Торнтох (Frank Torntoh) / ударные [1-3, 5, 6, 9]
- Синди Блэкман-Сантана / ударные [4, 10]
- Милош Пал (Milos Pal) / джембе [1], ударные [8]
- Роб Кэсс (Rob Cass) / перкуссия [1, 3, 6], бэк-вокал [10]
- Аруба Ред (Aruba Red) / вокал [4]
- Кайла Брюс (Kyla Bruce) / вокал [4]
- Шантель Нэнди (Chantelle Nandy) / вокал [4]
- Джули Ивхета (Julie Iwheta) / вокал [4]